# Mad Max (videohra, 2015)
Mad Max je akčně adventurní videohra zasazená do mechanismu otevřeného světa a vytvořena na základě filmové série Šílený Max, přestože do oficiálního kánonu této série nezapadá. Hra je vytvořena společností Avalanche Studios a publikována Warner Bros. Interactive Entertainment. Byla vydána na Microsoft Windows, PlayStation 4, a Xbox One 1. prosince 2015 v Severní Americe, 2. prosince 2015 v Austrálii, 3. prosince 2015 na Novém Zélandu, a 4. prosince v Evropě.
Hra je zasazena do postapokalyptické pouštní pustiny. Hráč hraje za Maxe Rockatanskeho, který putuje po Pustině a koná svou pomstu na bojovnících Scrotuse. Pustinu překonává ve svém automobilu, nazvaném „Magnum Opus". Velký důraz se klade na boj s vozidly, kde si hráč svůj automobil upravuje a vylepšuje. Herní mapa končí v písečné oblasti nazvané „The Big Nothing".
Avalanche Studios vyvinulo tuto automobilovou hru jako „výzvu,“ vzhledem ke své nezkušenosti s vytvořením her tohoto stylu. Příběh je více „zralý" než u některých jiných her od této společnosti, kupříkladu Just Cause. V roce 2013 Electronic Entertainment Expo „představila“ tuto hru během vývoje na PlayStation 3 a Xbox 360, ale tyto verze byly zrušeny kvůli vysokým hardwarovým nárokům. Mad Max měl být původně vydán v roce 2014, ale byl odložen na rok 2015. Po vydání obdržel smíšené, ale převážně pozitivní reakce od kritiků.

## Hratelnost
Mad Max je postapokalyptická akční adventura s těžkým důrazem na automobilový boj, v němž hráč přebírá roli titulní postavy Maxe Rockatanskyho. Podle vydavatele až 60 % videohry vyžaduje po hráči, aby řídil automobil. Maxův automobil, s přezdívkou Magnum Opus, lze i vylepšovat. Maxovým společníkem v autě je zručný mechanik Chumbucket. Hra se zobrazuje z pohledu třetí osoby, ale během řízení lze přepnout do pohledu první osoby. Hra se skládá z hlavního příběhu i vedlejších misí.
Měnou je šrot, za který se vylepšuje Maxův automobil, ale i sám Max. Šrot se nachází různě po videoherní mapě. Max dále získává dovednosti z nasbíraných zkušeností, za které se pořizují další Maxova vylepšení.
Je uvedeno mnoho možností gameplaye, hlavně akční a stealth, ale upřednostňována je akce. Ačkoliv má Max brokovnici, munice je vzácná, proto bojuje nejčastěji pěstmi. Hra má bojový systém volného proudění, který využívá profesionální útoky smíchané s boxerskými techniky, podobně jako Batman: Arkham série videoher.
Krajina se skládá z kaňonů, jeskyní, pouští, vyprahlého mořského dna a opuštěných budov. Herní svět je rozdělen do několika oblastí, přičemž každá oblast má svou vlastní jedinečnou krajinu a vedlejší příběh v podobě vedlejších misí. Unikátní památky a ruiny mohou být objeveny v každém regionu. Vedlejší činnosti, jako jsou například závody smrti, dobývání nepřátelských pevností, shazování strašáků a ničení nepřátelských konvojů lze nalézt v každém regionu. Dále „úroveň hrozby“ regionu se snižuje po splnění takových aktivit, a tím umožňuje hráčům procházet svět snadněji. Každý region ve hře má svého bosse (Top Dog Boss). Některé z pevností ve hře jsou lehčí, některé těžší. Každou oblast Max objeví pomocí horkovzdušného balónu. Funguje též fast-travel, tedy okamžitý přesun z jednoho bodu na mapě do druhého.
Magnum Opus spotřebovává benzín, který se získává z plných kanystrů a spojeneckých základen. Hráči mohou najít sběratelské předměty, a to historické relikvie v průběhu celé hry. Hráč může vjet do „The Big Nothing", nezmapované pouštní oblasti. Právě zde se dají nalézt vzácné součástky pro Magnum Opus. Ve hře je i dynamický systém dne a noci, a systém elektrických a pouštních bouří.

## Děj
Videohra, stejně jako filmová série se odehrává v australské poušti zničené jadernou válkou o zbývající zdroje, která zpustošila civilizaci a vyprahla svět.
Samotář, Max Rockatansky (Bren Foster), projíždí ve svém automobilu Interceptoru Pláně ticha (Plains of Silence). Jeho jízda se změní, když narazí na skupinu bojovníků pod velením Scabrouse Scrotuse (Travis Willingham), psychotického syna Immortana Joea a vládce města Gas Town. Scrotusovi bojovníci přepadnou Maxe. Vezmou mu jeho automobil, věci a oblečení. Max se ale nenechá a stačí skočit na Scrotusovo vozidlo War Rig. Zde zaútočí na Scrotuse. Po krátkém boji Max zařízne motorovou pilu hluboko do hlavy Scrotuse, který však kupodivu přežije, skopne Maxe z vozidla a nechá jej polonahého v pustině.
Max získá oblečení a brokovnici od nedaleké mrtvoly. Následně pozná zručného mechanika jménem Chumbucket (Jason Spisak), vyhoštěného hrbáče s vlastní vírou točící se kolem automobilů. Chumbucket začne Maxovi říkat „Řidič" („The Driver") a ukáže Maxovi automobil, kterému Chum říká „Magnum Opus". Max má v plánu se dostat pryč z Plání ticha, ale pro překonání potřebuje motor V8. Chum Maxovi řekne, že Magnum má V8 a daruje automobil do rukou Maxe, pokud získá karoserii. Proto se nejdříve vydají do nepřátelské základny pro karoserii, kterou také získají. Vrátí se, ale tehdy Max zjistí, že mu Chum lhal, protože Magnum má jen V6. Od Chuma zjistí, že se V8 nachází v nedalekém městě Gas Town. Max má v plánu tam jet. Chum mu v tom zabrání, jelikož je Magnum moc slabý. Proto se tedy Max zaváže Chumovi, že automobil vylepší. Avšak náhle na dvojici zaútočí bojovníci Stunk Guma, a proto dvojice odjede pryč. Chum zavede Maxe do spřátelené základny Jeeta (Josh Keaton), nacházející se ve starém majáku. Max chce pokračovat dál ke Gas Townu, ale v tom mu brání dlouhá zeď přes celé Pláně. Jediným průjezdným místech je brána jménem „Čelisti" (“Jaws"). Tu Max později úspěšně zničí. Pokračuje dál po Pláních.
V pátrání po V8 se Max dozví, že v Gas Townu se konají závody smrti a jako hlavní cena je právě motor V8. Dojede proto do Gas Townu. Zde objeví muže jménem Outcrier, místního pořadatele závodů. Nechce Maxe zapsat do závodů, ale pokud Max získá světýlka (vánoční žárovky), tak ho zapíše. Proto se tedy Max vydá do „The Big Nothing", neprozkoumané pouštní oblasti ovládané frakcí Krkavců (Buzzards). Zde objeví rozpadlé letiště zasypané pískem. Nalezne zde světýlka a vrátí se. Je zapsán do závodů, ale potřebuje střelce (Chumbucket nestačí). Max proto nalezne ženu jménem Tenderloin, která naplní úlohu střelce a Max přijede na závod. Závod vyhraje, ale je nucen Tenderloin zabít. Po úspěšném boji k Maxovi přijde Scrotus, který jej pozná a vrhne se po něm. Max je zraněn. Zachrání ho žena, konkubína jménem Hope (Courtenay Taylor), kterou Max v závodu vyhrál jako další cenu, ta Maxe odvede ke zdravotníkovi. Max má halucinace, ale nakonec se probouzí. Max dožaduje svou odměnu, a proto ukradne z Gas Townu vozidlo s V8.
Zamíří do spojeneckého chrámu muže jménem Deep Friah (Robin Atkin Downes), vůdce uctívačů ohně. Chumbucket zde namontuje V8 do Magnumu. Zde se Max opět setká s Hope, která má požadavek najít její dceru Glory (Madison Carlon), nacházející se v poušti „The Big Nothing". Max nejdříve odmítá, ale nakonec neochotně souhlasí. Dojede do pouště a vstoupí do letiště, ale v tom momentu Chumbucket odjede s Magnumem pryč. Max zachrání Glory a odjede zpět k Deep Friovi v jednom z automobilu Krkavců. Glory se opět setká s Hope. Max zjistí, že Chumbucket odjel do svého starého domova. Vydá se za ním. Když dorazí do Chumova starého obydlí, objeví nejen Chuma, ale i Stunk Guma. Max Stunk Guma zabije, ale ještě před smrtí mu řekne, že Hope i Glory brzy zemřou. Max s Chumem odjede v Magnumu k chrámu Deep Fria. Zde však objeví všechny mrtvé - včetně Hope. Glory zemře v Maxově náručí. Max dostane záchvat hněvu a rozhodne se za každou cenu Scrotuse zabít.
Neví, kde je, proto dojede do Gas Townu a zeptá se jednoho transfúzáka. Ten mu odpověď řekne. Max se vydá za Scrotusem do Pustiny. Nalezne jej v jeho velkém vozidle (War Rig). Max toto vozidlo silně poškodí. Nakonec se vozidlo dostane až ke kraji útesu. Max se rozhodne Magnumem narazit přímo do něj. Chumbucket nesouhlasí, ale Max si nedá říct. Přes protest Maxe, Chumbucket zůstává, protože „raději zemře společně s Magnumem, než bez něj. Max se rozjede proti vozidlu. Včas vyskočí. Auto vybuchuje a společně s ním Chumbucket umírá. Scrotusovo vozidlo padá přes sráz, ale Scrotus se stačí zachránit v Maxově starém Interceptoru. Po krátkém boji Scrotus vypadne z automobilu a zde ho Max zabije. Poslední scéna ukazuje, jak Max nasedá do Interceptoru a jede přes starou silnici vstříc Pustině.

## Vývoj
Videohra se sice odehrává v universu Šíleného Maxe, ale nejedná se o oficiální kánon, jak uvedl George Miller, tvůrce filmové série Šílený Max, v rozhovoru v roce 2008. Miller spolupracoval s Cory Barlog, spisovatelem hry God of War II, po odchodu od svého bývalého zaměstnavatele, Sony Computer Entertainment. Projekt byl původně stanoven jako „doplněk“ k novému filmu Šílený Max. Produkce filmu byla pozastavena tak, aby bylo více času pro vyvíjení hry, aby byla zachována její kvalita. Barlog oznámil, že hledá vydavatele pro hru v roce 2008, ale žádné další informace o projektu neodhalil. V roce 2010 Barlog pracoval pro Avalanche Studios jako konzultant, ale později odešel v roce 2012 do Crystal Dynamics.
Dne 14. února 2013 byl vydán rozmazaný snímek z videohry jako ukázka ze strany zakladatele Avalanche Studios, Christophera Sundberga. Hra byla oficiálně odhalena na Electronic Entertainment Expo 2013 dne 10. června během tiskové konference Sony. Bylo však kritizováno, aby se hra vypustila na Microsoft Windows, PlayStation 3, PlayStation 4, Xbox 360 a Xbox One v roce 2014. Nicméně, během Expo, generální ředitel společnosti Avalanche Studios, Christopher Sundberg, prohlásil, že hru Mad Max nedělají Miller a Barlog společně. Připustil ale, že Barlog pracoval na Mad Max hře, když později pracoval u Avalanche. Navzdory nejasného vztahu mezi těmito dvěma projekty podle ředitele pro design ve hře Miller spolupracoval s Avalanche Studios během předvýrobní doby hry.
V dubnu 2014, Avalanche oznámil, že Mad Max bude odloženo až na rok 2015. Přes vydání ve stejném roce videohra není přímo napojena na film Šílený Max: Zběsilá cesta a nikdy nebyla plánována jako „doplněk.“ Příběh ve hře je originální a samostatný. Důvodem pro rozhodnutí bylo, že vydavatel hry Warner Bros. Interactive Entertainment, se poučil z úspěchu her Batman: Arkham, a shledal, že samostatná hra může přinést více výhod pro hráče, než aby to byl jakýsi doplněk pro film. Ve hře se však objevila filmová místa, jako je Gas Town a Dóm hromu. Na rozdíl od předchozích her Avalanche Studios, jako například Just Cause 2, se v Mad Max dává větší důraz na vyprávění příběhu.
Podobně jako u filmů Max málokdy mluví anebo nevyjadřuje své emoce, ale jeho myšlenky se projevují prostřednictvím jeho konání. Tým se zaměřil na budování komplexní osobnosti Maxe. Podle ředitele hry je Max traumatizován některými jeho minulými zkušenostmi, jako je například ztráta své rodiny, což je věc, kterou na Maxovi oceňují nejvíce, a tyto zkušenosti jej vedli k tomu, aby se stal „šíleným“, „nestabilním“ a „vzteklým.“ Tyto vlastnosti se odrážejí v hraní, což vede k režimu „Fury.“ Je-li tento režim aktivován, Max uděluje větší poškození na nepřátelích. Chumbucket je Maxův mechanik a společník na jeho cestě. Chumbucket má posedlost k tomu vytvořit co nejsilnější Magnum Opus. Podle vedoucího autora hry, Chumbucket má pseudonáboženský vztah k motorům. Scabrous Scrotus je nastaven jako hlavní protivník ve hře. Byl navržen tak, aby byl „krvežíznivým netvorem, který nalézá útěchu v utrpení druhých z jeho vlastní bolesti.“ Tváře nepřátel jsou lakované a zjizvené, což má ukazovat, že pustina je nehostinné a nebezpečné místo.
Od vedoucího designéra Emila Kraftinga bylo zjištěno, že hraní hry byla tou nejvyšší prioritou při vývoji. Podobně jako Just Cause série, vývojář má za cíl poskytnout hráči svobodu. Studia se rovněž zaměřila na vytvoření dynamického světa tím, že vytvoří "bezešvé série událostí". Inspirací pro hru bylo čerpáno z atmosféry filmové série Šílený Max, namísto přímého příběhu. Vývojáři ukázali, že neměli v úmyslu čerpat inspiraci od jiných postapokalyptických videoher, jako je Fallout, Rage (videohra) a Borderlands, protože mnoho z nápadů těchto her bylo čerpaných z původního Šíleného Maxe. Uvedli, že byla výzva vytvořit tuto automobilovou bojovou hru, kvůli jejich nezkušenosti s tímto stylem.
Herní mapa byla také inspirována sérií Just Cause, která se vyznačuje velkými oblastmi k prozkoumání. Svět hry je navržen tak, aby byl mrtvý, ohrožující a nepřátelský, ale vzrušující a poutavý, který podporuje touhu po poznání. Výzva při vývoji byla v tom, že chtějí vybudovat pustinu, která by byla "ohromující a dostatečně pestrá", díky čemuž je Mad Max první hra od Avalanche, kde je otevřený svět postapokalyptického prostředí. Jako výsledek, vývojář strávil většinu svého času navrhováním terénu tak, aby se zabránilo tomu, že by se terén opakoval. Kvůli tomu, že se hra odehrává v poušti, která je většinou plná hnědé barvy, tým v Avalanche používal živější barvy při vytváření herní oblohy. Avalanche Studios také poslal tým navštívit džungli v Kostarice, aby si prohlédli místní krajinu a životní prostředí pro tvorbu světa v Mad Max. Garáže, které umožňují hráči provést vylepšení a opravení svého auta, byly jednou nastaveny tak, aby vystupovaly ve hře. Nápad byl později zrušen, protože si studio myslelo, že by se prvek "střetával s hratelností."
Mad Max je poháněn Avalanche Engine, což je engine vyvinutý společností Avalanche svými předchozími hrami, jako je Just Cause 2. Podle grafického designéra hry, Alvara Jansson, nové grafické prvky byly zavedeny do enginu během vývoje hry, a že engine byl navržen a optimalizován pro vývoj her s otevřeným světem.
První ukázky ukázaly, že Maxův přízvuk je americký, a ne typicky australský. Mnoho fanoušků protestovalo proti Maxovo americkému přízvuku. Nicméně, Avalanche Studios později potvrdilo, že postava bude mít australský přízvuk.

### Vydání
Hra byla vydána dne 1. září 2015 v Severní Americe a v Anglii, 2. září v Austrálii, 3. září na Novém Zélandu a 4. září v Evropě pro Microsoft Windows, PlayStation 4 a Xbox One. Před vydáním, dne 3. května 2015, bylo oznámeno, že verze hry pro PlayStation 3 a Xbox 360 byla zrušena kvůli jejich hardwarovému omezení. Verze hry pro Linux byla také zrušena.
Hráči, kteří si hru předobjednali, mohli obdržet další návrh Magnum Opus nazvaný "The Ripper". Hráči, kteří si zakoupili hru pro PlayStation 4, mohli získat přístup k exkluzivní části obsahu, dále "Road Warrior Survival Kit". Road Warrior Survival Kit obsahuje dvanáct různých obleků pro Maxe. Exkluzivita tohoto obsahu skončila dne 30. listopadu 2015.
Pro podporu hry, Warner Bros. Interactive Entertainment zastávala různé události. V Austrálii, Warner Bros. uspořádal akci, která pozval umělce vytvořit umělecké dílo na svých vozidlech, jen za použití prachu. Oni také spolupracovali s Uber pro časovou propagaci v Seattlu, ve kterém mohou uživatelé získat přístup k Uber zadarmo. Nabídka je zdarma, protože "dolary jsou bezcenné v pustině".

## Příjetí

### Před vydáním
Před vydáním, Mad Max dostal pozitivní recenze. Hra se označila za "vzrušující, rychlou, násilnou a zábavnou". Hardcorový hráči si mysleli, že by se hra mohla stát "největším překvapením roku 2015", přičemž se chvála upoutala na přizpůsobení vozidla, která jsou ve srovnání s přizpůsobení lodi Assassin's Creed IV: Black Flag, skvělá. Zatímco IGN nazývá hra roku 2015 Middle-earth: Shadow of Mordor. Nicméně, PC hráči vyjádřili obavy, že hra "se snaží být příliš mnoho věcí najednou". Někteří kritici srovnávali hru negativně s úspěšným filmem Šílený Max: Zběsilá cesta.

### Po vydání
Mad Max obdržel smíšené, i když obecně pozitivní recenze. Weby GameRankings a Metacritic dal verzi Microsoft Windows 73,72% na základě 9 recenzí a 73/100 na základě 20 recenzí. Xbox One verze dostala 70,29% na základě 14 recenzí a 72/100 na základě 18 recenzí. PlayStation 4 verze dostala 69,40% na základě 53 recenzí a 69/100 na základě 71 recenzí.
Herní příběh přijal protichůdné reakce. Brandin Tyrrel z IGN si myslel, že příběh byl překvapující a originální, přesto říká, že většina z příběhu hry se objeví pouze v druhé polovině hry. Tyrrel si také myslel, že všechny postavy mají různé osobnosti, a považoval je za "opravdové hvězdy" z celé hry. Chris Carter z Destructoid si myslel, že herní příběh je dost poutavý pro hráče k pokroku. Leon Hurley z GamesRadar si myslel, že celkový příběh byl slabý. Nicméně se mu líbila herní dynamika. Matt Bertz z Game Informer také kritizoval příběh. Dodal, že příběh hry je slabý. Bertz také kritizoval nerovnoměrné výkony hereckých hlasů.
Design herního světa získal celkově pozitivní recenze. Tyrrel dodal, že svět je jako hřiště pro hráče k prozkoumávání. Leon Hurley z GamesRadar chválil herní měřítko, ve srovnání se Zaklínač 3: Divoký hon. Martin Robinson z Eurogamer řekl, že herní měřítko je příznivé od Avalanche vzhledem na předchozí série Just Cause. Robinson si také myslel, že Avalanche úspěšně kombinoval universe Šíleného Maxe s moderním otevřeným světem. Bertz ocenil herní nehostinné prostředí, a pochválil Avalanche pro přidání různých stylů a zářivé nebe do jinak nudné pouště. Daniel Bloodworth z GameTrailers opakoval podobné myšlenky, a myslel si, že každý region v herním světě je jedinečný a rozdílný od ostatních. Bloodworth ocenil i studio pro úsilí vynaložené při tvorbě světa. Peter Brown z GameSpot chválil přírodní pohromy (silné bouře) ve hře, jelikož si myslel, že byl vytvořen nový standard pro herní svět. Nicméně, Filip Kollar z Polygon kritizoval rozložení hry. Dodal, že každé místo ve hře je totožné, a že nevýrazné prostředí odradí hráče od průzkumu.
Tyrrel považuje za jeden z nejlepších prvků právě automobilový boj. Brown pochválil automobilovou akci, kterou považoval za intenzivní, složitou a nepředvídatelnou, ale kritizoval nadměrné zjednodušení a stejný pěstní boj. Carter u automobilů ocenil lehké ovládání. Tyrrelovi se také zalíbil pěstní boj, konkrétně možnost použít zbraň a aktivování Fury. Hurley pochválil progresi, jelikož si myslel, že přináší pocit uspokojení hráčům. On také ocenil velkou rovnováhu mezi automobilovým bojem a pěstním bojem. Bloodworth si myslel, že boje na blízko jsou občas otravné, kvůli špatné poloze kamery. Kollar kritizoval souboje s bossy, kvůli tomu, že každý boss v podstatě vypadá stejně a dělá to samé.
Ostatní aspekty hry přijal protichůdné recenze. Tyrrel kritizoval přizpůsobení systému auta, protože možnosti přizpůsobení mají dopad na hratelnost a celkový zážitek. Tento pohled byl adoptován Kollarem. Brown kritizoval obtížnost, jelikož podle něj má hráč pocit nevykonané práce. Brown také kritizoval zdraví, že se doplňuje vodou a potravinami, které nejsou zrovna časté. Kromě toho, Brown kritizoval systém sběru šrotu, jelikož si myslel, že sběr nabídl frustrující zážitek pro většinu hráčů a zpomaluje herní tempo. Nicméně, Robinson si myslel, že začlenění těchto prvků odráží barbarské povahy pustiny. Ocenil světový design, jelikož si myslel, že odráží styl filmů, a popsal ho jako "svět zkrouceného kovu a náhlého násilí". Bloodworth kritizoval pevnost herního systému, jelikož se podle něj neustále opakuje.
Herní design průzkumu také přijal protichůdné recenze od kritiků. Tyrrel ocenil množství obsahu a aktivit rozptýlené po celé mapě. Kromě toho si myslel, že všechny tyto aktivity jsou vytvořené pro každého hráče. Nicméně, neměl rád jejich opakující se systém. Brown kritizoval strukturu několika misí, které nutí hráče používat určitou metodu k dokončení, přičemž odrazuje svobodu a kreativitu hráčů. Chris Carter z Destructoid si myslel, že hra nedokázala nabídnout nic nového k žánru, a její úkoly a funkce nesou příliš mnoho podobností s typickým Ubisoft-ským otevřeným světem.
V první veřejné verzi hra trpěla některými technickými problémy. Tyrrel poznamenat, že hra má nestabilní snímkovou frekvenci a občas chyby v texturách. Kollar také poznamenal, že hra trpěla některými zvukovými problémy.
Mad Max byla druhá nejprodávanější hra ve Spojeném království v jeho prvním týdnu vydání. Byla hned za Metal Gear Solid V: The Phantom Pain, který byl vydán ve stejném dni. Podle NPD Group, hra byla osmou nejprodávanější hrou ve Spojených státech v září 2015.